# Stelvio Rosi
Stelvio Rosi (auch bekannt als Stan Cooper; * 1. August 1938 in Rom; † 19. Dezember 2018) war ein italienischer Schauspieler.

## Leben
Rosi hatte im Alter von vier Jahren einen Auftritt als Kinderdarsteller in Ferdinando Maria Poggiolis Sissignora; erneut kam er mit Beginn der 1960er Jahre zum Film und wurde zunächst fast ausschließlich in Jugendkomödien und unbeschwerten Musikfilmen eingesetzt. Rosi galt dabei als eine der vielversprechenden Hoffnungen des italienischen Kinos über seinen Status als blonder, gutaussehender Teenieschwarm hinaus. Seine Popularität in diesen Filmen, in denen er neben Ettore Manni, Enio Girolami oder Antonio Cifariello meist die zweite oder dritte männliche Rolle interpretierte, verhinderte jedoch Aufgaben in anspruchsvolleren Filmen, abgesehen von seinem Auftritt als Offizier der großen Ballszene in Luchino Viscontis Der Leopard und der substantielleren Darstellung in Luciano Salces La voglia matta im Jahr darauf, 1964. Ab 1968 wechselte er sein Image sowie seinen Namen und trat als Stan Cooper in der Hauptrolle von Filmen aller möglichen Genres, oft abenteuerlicher Natur oder Kriegsfilmen, besonders gerne unter Regisseur José Luis Merino, auf. 1973 beendete er seine Schauspielkarriere und ging nach Südamerika, wo er u. a. in Rio de Janeiro als Film- und Videoproduzent arbeitete.

## Filmografie (Auswahl)
- 1942: Sissignora
- 1961: Lockende Unschuld (La voglia matta)
- 1961: Unser Bursche, der Herr Professor (Gli attendenti)
- 1963: Der Leopard (Il gattopardo)
- 1963: Maskenball bei Scotland Yard
- 1964: La voglia matta
- 1964: Volles Herz und leere Taschen (…e la donna creò l'uomo)
- 1969: Höllenkommando (Comando al infierno)
- 1969: Monte Cassino (La battaglia dell'ultimo panzer)
- 1969: Zwei Trottel als Revolverhelden (Franco e Ciccio sul sentiero di guerra)
- 1970: La muerte busca un hombre
- 1971: Totenkopf auf weißen Segeln (La rebelion de los bucaneros)
- 1971: Zwei irre Typen außer Rand und Band (Venga a fare il soldato di noi)
- 1972: Arriva Eldorado (Scansati… a Trinità arriva Eldorado)
- 1972: Man nennt ihn Sacramento (Sei jellato amico… hai incontrato Sacramento)
- 1972: Monta in sella, figlio di…
- 1972: Der Totenchor der Knochenmänner (La orgía de los muertos)
- 1973: Li chiamavano i tre moschettieri… inveve erano quattro